# حزب ساميوكتا الاشتراكي
حزب ساميوكتا الاشتراكي (بالإنجليزية: Samyukta Socialist Party)‏ هو حزب سياسي هندي، أسس في 1964.

## أعضاء بارزون
- كود سباركل
- تحديث القائمة

- جورج فرناندس
- Gopinathan Pillai
- Shiva Chandra Jha
- Gananath Pradhan
- Kedar Paswan
- Ram Sewak Yadav
- Molhu Prasad
- Bhupendra Narayan Mandal
- Nabin Kumar Pradhan